# Neolimnobia
Neolimnobia is een ondergeslacht van het geslacht van insecten Dicranomyia binnen de familie steltmuggen (Limoniidae).

## Soorten
- D. (Neolimnobia) anthracopoda (Alexander, 1938)
- D. (Neolimnobia) archangelica (Alexander, 1942)
- D. (Neolimnobia) corallina (Alexander, 1938)
- D. (Neolimnobia) diva (Schiner, 1868)
- D. (Neolimnobia) excelsior (Alexander, 1944)
- D. (Neolimnobia) hypocrita (Alexander, 1935)
- D. (Neolimnobia) immaculipes (Alexander, 1935)
- D. (Neolimnobia) latiorflava (Alexander, 1979)
- D. (Neolimnobia) muscosa (Enderlein, 1912)
- D. (Neolimnobia) pugilis (Alexander, 1943)
- D. (Neolimnobia) stygicornis (Alexander, 1962)
- D. (Neolimnobia) tricincta (Alexander, 1913)